# جبل حزر
جبل حزر يقع في الجهة الغربية لمديرية كسمة، اليمن بعزلة البقعة، وتنتشر خرائب وبقايا أساسات مباني يعود تاريخها إلى الفترة الإسلامية، ومن أهم تلك البقايا قلعة حربية في القمة من المرجح أن يعود إنشائها للفترة الأولى من حكم العثمانيين لليمن، ولم يبق منها سوى عدد قليل من صهاريج المياه المحفورة في الصخر، والتي كسيت جدرانها بمادة القضاض، إضافة إلى مدافن حبوب، أما بقايا الطريق المرصوفة بالأحجار والتي كانت تمتد من أسفل الجبل حتى القلعة فهي تنتشر في الناحية الجنوبية للجبل، وهي تشابه كثيراً الطريق المرصوفة لقلعة جبل الجون.